# Пастерце
Пастерце (Pasterze) се нарича най-големият ледник в Австрия (провинция Каринтия) и изобщо в Източните Алпи. Намира се на хребета Висок Тауерн, в масива Глокнер, точно под най-високия връх на страната - Гросглокнер. Със своите 8,3 км дължина и 19 кв. км площ той не отстъпва много на ледниците в Западните Алпи, които се приемат за най-големи - Алечкият, Мер дьо Глас и Горнер. Дълбочината му също е впечатляваща - достига до 120 м. Формира се а височина 3450 м под връх Йоханесберг и завършва на около 2100 м.
Както всички други ледници в региона, Пастерце също се топи и прогресивно намалява. Преди повече от сто години дължината му е била 11 км, а скоростта му на отстъпление в днешно време се изчислява на около 10 - 12 м годишно. Обемът му е намален наполовина спрямо първото му измерване през 1851 г. Площта му също намалява - според данни на глациолога Хелмут Рот през 1850 г. тя е била 28 кв. км, през 1925 г. - 25,5 кв. км, а през 1965 г. - 19,8 кв. км (заедно с приточните ледници - 22,8 кв. км).
От ледника тръгва поток, който се влива в река Мьол, приток на Драва. Захранва също язовир и ВЕЦ. Изходна точка за посещението му е селото Хайлигенблют. Край него е построен хотел на име Кайзер-Франц-Йозеф (на император Франц-Йозеф, който посещава ледника, заедно със съпругата си Елизабет през 1856). Обикновеният подход е по долината, от въпросното село, но може да се достигне и по билото, по известна пътека от прохода Хохтор, където минава прочутият високопланински път Гросглокнер Хохалпенщрасе.